# Germana Monteverdi
Germana Monteverdi (Milano, 6 ottobre 1932) è un'attrice e giornalista italiana.

## Biografia
Nata a Milano, dopo l'Accademia d'arte drammatica si è dedicata al teatro per tredici anni. Ha fatto parte di varie compagnie: al Piccolo di Bolzano con Fantasio Piccoli, al Piccolo di Torino con Gianfranco De Bosio, al Piccolo di Milano con Virginio Puecher, nella compagnia de Gli Associati con Giancarlo Sbragia. A sedici anni aveva vinto un concorso per un racconto indetto da Annabella, settimanale Rizzoli, diretto da Giorgio Scerbanenco. Da allora ha sempre scritto per lo stesso giornale, Oggi, pur recitando; ma dopo aver lasciato l'attività teatrale deciderà di dedicarsi esclusivamente al giornalismo.
Ha scritto una trasmissione per la Rai, Di che segno sei?, durata un anno. Ha poi collaborato, sempre in TV, con Maurizio Costanzo. Entrata alla Rizzoli, rimarrà al settimanale Oggi per 25 anni come inviata speciale. Si è occupata di cinema, frequentando i vari festival. Per un periodo si è dedicata alle inchieste. Ha sperimentato il giornalismo cosiddetto “on the road” girando tutta l'Italia in auto-stop: in tal modo ha raccolto le confidenze di uomini soli, con un registratore nella borsa, a bordo delle loro macchine, dalla Ferrari alla 500. Nella sua carriera ha intervistato circa 200 prostitute, da quelle dal costo di duemila lire, sotto i ponti di Tor di Quinto a Roma, a quelle di lusso, a disposizione delle grandi aziende con regolare stipendio.
Ha risposto a 150 annunci matrimoniali dal Messaggero di Roma al Corriere della Sera di Milano, ogni volta presentandosi “perfetta”  secondo le richieste degli uomini degli annunci. L'esperienza ha rivelato situazioni molto divertenti e altre decisamente drammatiche. Ottenuto il permesso di entrare nelle carceri femminili a Trani, a Perugia, a Venezia, ha raccolto le confidenze delle ergastolane, le cui storie saranno pubblicate a puntate. Ha visitato i maggiori manicomi d'Italia, partendo da Trieste, durante i mesi della loro chiusura in seguito al provvedimento voluto da Franco Basaglia. Con Tina Lagostena Bassi ha scritto il libro Una vita speciale. 
Dopo il pensionamento ha scritto opere per il teatro.

## Vita privata
Per sette anni è stata compagna di Giancarlo Sbragia nel lavoro e nella vita. Ha poi sposato, nel 1979, l'attore Luc Merenda da cui divorzierà dieci anni dopo.

## Prosa televisiva Rai
- Il braccialetto, regia di Giancarlo Galassi Beria, con Tino Bianchi, Germana Monteverdi, Mario Colli, Mila Vannucci, Alberto Bonucci, trasmessa l'8 settembre 1956.
- La commedia del buon cuore di Ferenc Molnár, regia di Tat'jana Pavlovna Pavlova, con Isa Pola, Carlo Delfini, Mario Colli, Ernesto Calindri, Mercedes Brignone, Enzo Tarascio, Germana Monteverdi, trasmessa il 19 luglio 1957.[6]
- Papà eccellenza, regia di Tat'jana Pavlovna Pavlova, con Anty Ramazzini, Romolo Costa, Annibale Ninchi, Nino Pavese, Germana Monteverdi, Nando Gazzolo, trasmessa il 18 ottobre 1957.[7]
- Tutto per bene, trasmesso il 25 luglio 1958. [8]
- Roxy, trasmesso il 26 dicembre 1958.[8]
- L'uomo della luce, trasmesso l'8 settembre 1959.[9]
- Delitto quasi dal vero, regia di Lucio Chiarelli, con Antonio Guidi, Roberto Villa, Adriana Parrella, Licia Lombardini, Aldo Pierantoni, Germana Monteverdi, Elio Jotta, trasmessa il 21 ottobre 1959.[9]
- La locanda dei misteri, trasmessa il 22 settembre 1961.[10]
- Una ragazza semplice, trasmessa il 10 luglio 1964.[11]
- Caligola, trasmessa il 7 ottobre 1971.[12]
- Qualcuno bussa alla porta, regia di Carlo Quartucci – miniserie TV, episodio 3 (1971)

## Filmografia
- La spietata colt del gringo (La venganza de Clark Harrison), regia di José Luis Madrid (1966)

## Pubblicazioni
- Tina Lagostena Bassi, Germana Monteverdi, Una vita speciale, Casale Monferrato, Piemme, 2008, ISBN 978-88-384-8914-3.